# Saint-Martin, Gers
Saint-Martin este o comună în departamentul Gers din sudul Franței. În 2009 avea o populație de 458 de locuitori.

## Evoluția populației
| An        | 1975 | 1982 | 1990 | 1999 | 2006 | 2009 |
| --------- | ---- | ---- | ---- | ---- | ---- | ---- |
| Populație | 219  | 338  | 363  | 420  | 442  | 458  |